# Leonardo Flores (calciatore 1997)
Leonardo Flores (17 maggio 1997) è un calciatore argentino, difensore dell'Atlanta.

## Carriera
Cresciuto nel settore giovanile del Lanús, debutta in prima squadra il 24 febbraio 2018 in occasione dell'incontro di Primera División pareggiato 1-1 contro il Rosario Central.
Il 28 giugno 2018 viene prestato al Brown (A) dove però gioca solamente 4 incontri fra Primera B Nacional e Copa Argentina. La stagione seguente viene prestato all'Atlanta per la stagione 2019-2020, prestito poi esteso fino a dicembre 2021.
Il 29 aprile 2021 estende il contratto con il club gialloblu fino al dicembre 2022, ma solo tre mesi più tardi viene ceduto al Banfield.

## Statistiche

### Presenze e reti nei club
Statistiche aggiornate al 14 dicembre 2021.
| Stagione        | Squadra         | Campionato      | Campionato | Campionato | Coppe nazionali | Coppe nazionali | Coppe nazionali | Coppe continentali | Coppe continentali | Coppe continentali | Altre coppe | Altre coppe | Altre coppe | Totale | Totale |
| Stagione        | Squadra         | Comp            | Pres       | Reti       | Comp            | Pres            | Reti            | Comp               | Pres               | Reti               | Comp        | Pres        | Reti        | Pres   | Reti   |
| --------------- | --------------- | --------------- | ---------- | ---------- | --------------- | --------------- | --------------- | ------------------ | ------------------ | ------------------ | ----------- | ----------- | ----------- | ------ | ------ |
| 2017-2018       | Lanús           | PD              | 2          | 0          | CA              | 0               | 0               |                    | -                  | -                  |             | -           | -           | 2      | 0      |
| 2018-2019       | Brown (A)       | PN              | 3          | 0          | CA              | 1               | 0               |                    | -                  | -                  |             | -           | -           | 4      | 0      |
| 2019-2020       | Atlanta         | PN              | 10         | 0          | CA              | 0               | 0               |                    | -                  | -                  |             | -           | -           | 10     | 0      |
| 2021            | Atlanta         | PN              | 14         | 3          |                 | -               | -               |                    | -                  | -                  |             | -           | -           | 14     | 3      |
| 2021            | Banfield        | PD              | 4          | 0          | CA+CdL          | 0               | 0               |                    | -                  | -                  |             | -           | -           | 4      | 0      |
| Totale carriera | Totale carriera | Totale carriera | 33         | 3          |                 | 1               | 0               |                    | -                  | -                  |             | -           | -           | 34     | 3      |